# Albin Rune
Lars Albin Rune, född den 11 februari 1863 i Bolstads församling, Älvsborgs län, död den 17 juli 1956 i Karlstad, var en svensk präst. Han var måg till Axel Ekstedt, bror till Axel Rune och far till Axel, Erik och Lars Rune. 
Efter studier i Vänersborg blev Rune student vid Lunds universitet 1881. Han avlade teologisk-filosofisk examen 1883, teoretisk teologisk examen 1886 och praktisk teologisk examen 1887. Rune prästvigdes sistnämnda år för Karlstads stift. Han blev kapellpredikant i Borgvik 1890, komminister i Grava 1900 och kyrkoherde i Grava och Forshaga (som fjärde provpredikant) 1906. Rune frånträdde Forshaga (som då blev eget pastorat) 1919 och blev prost i Kils kontrakt 1920. Han var ledamot av kyrkomötena 1926, 1929 och 1932. Rune blev ledamot av Vasaorden 1923 och av Nordstjärneorden 1931.